# Det sällsamma fallet Benjamin Button
Det sällsamma fallet Benjamin Button är en novell av den amerikanska författaren F. Scott Fitzgerald från 1921 samt översatt till svenska av Alan Asaid, där den utgavs av Novellix 2013. Den filmatiserades som Benjamin Buttons otroliga liv 2008.
Romanens huvudperson är Roger Button, vars fru föder en gammal gubbe. Den gamla gubben blir dock yngre för var dag som går - han lever ett bokstavligt talat bakvänt liv.